# 拉多姆 (伊利諾伊州)
拉多姆（英語：Radom）是位於美國伊利諾伊州華盛頓縣的一個村落。

## 地理
拉多姆的座標為38°16′53″N 89°11′39″W / 38.28139°N 89.19417°W，而該地最高點為海拔高度162米（即531英尺）。

## 人口
根據2010年美國人口普查的數據，拉多姆的面積為2.70平方千米，當中陸地面積為2.70平方千米，而水域面積為0.00平方千米。當地共有人口220人，而人口密度為每平方千米81人。